# Intermodalität (Psychologie)
Unter Intermodalität versteht man im psychologisch-medizinischen Sprachgebrauch  die Fähigkeit, Wahrnehmungsinhalte aus verschiedenen Sinnesgebieten miteinander zu verbinden. Ein normal entwickelter Mensch lernt zum Beispiel, aus dem Erklingen einer Stimme auf die dazugehörige Person zu schließen. Oder er kann aus Morsezeichen Buchstaben erkennen oder aus Verkehrszeichen Gebote und Verbote ableiten usw. Es werden also verschiedene Teilaspekte unserer Erlebniswelt zu komplexen Erkenntnissen zusammengefügt.